# Melodysheep
Melodysheep, egentligen John D. Boswell, är en amerikansk filmskapare och musiker. Boswell har arbetat som producent och kompositör för tv-bolagen PBS och National Geographic, men har huvudsakligen uppmärksammats för sina vetenskapsrelaterade videor på Youtube, däribland musikprojektet Symphony of Science.
I Symphony of Science ingår ”A Glorious Dawn”, ett musikstycke baserat på inspelat tal av Carl Sagan och Stephen Hawking, vilket år 2016 var ljudspåret på den första grammofonskivan att spelas i rymden, i form av en guldpläterad vinylskiva.
Andra noterbara verk av Boswell är kortfilmerna Timelapse of the Entire Universe (2018) och Timelapse of the Future (2019) samt dokumentärserien Life Beyond (2019–2021), samtliga på Youtube.